# Березовський (місто, Свердловська область)
Бере́зовський (рос. Берёзовский) — місто, центр Березовського міського округу Свердловської області.
Населення — 51651 особа 2010, 46744 у 2002).

Поблизу міста розробляється Березовське родовище золота.